# Zoltán Halmay
Zoltán Halmay (Nagymagasfalu, 18 giugno 1881 – Budapest, 20 maggio 1956) è stato un nuotatore ungherese, bi-campione olimpico alle Olimpiadi di St. Louis 1904.

## Biografia
Zoltán Halmay nacque a Nagymagasfalu, all'epoca città ungherese dell'Impero austro-ungarico; ora la località fa parte della Slovacchia, e il suo nome ufficiale è Vysoká pri Morave.
Il diciannovenne Halmay fece il suo esordio olimpico alla II Olimpiade di Parigi nel 1900. Fu terzo nei 1000 metri con il tempo di 15'16"4, dietro all'inglese John Jarvis (13'40"2) e all'austriaco Otto Wahle (14'53"6). Jarvis vinse anche i 4000 metri stile libero in 58'24", con Halmay secondo a 10' di distacco. L'ungherese ottenne un altro secondo posto sui 200 metri con il tempo di 3'31"4, dietro all'australiano Fred Lane (3'25"2).
Quattro anni dopo, alle Olimpiadi di St. Louis, vinse due medaglie d'oro. Secondo il database del Comitato Olimpico Internazionale (CIO), le gare vinte da Halmay furono le 100 iarde stile libero, vinte con un tempo di 1'02"8 (record olimpico), e le 50 iarde stile libero, stabilendo anche qui un nuovo record olimpico in 28"2.
Nel 1906 si disputarono ad Atene le Olimpiadi intermedie, per celebrare il decimo anniversario della I Olimpiade dell'età moderna. Halmay arrivò secondo nei 100 metri stile libero dietro allo statunitense Charlie Daniels, staccato dal vincitore di una iarda, ma vinse la staffetta 4 x 250 metri metri assieme ai connazionali József Ónody, Henrik Hajós e Géza Kiss, 16'52"4. Tali medaglie non compaiono nel database del CIO, che non riconosce i Giochi intermedi come edizione ufficiale dei Giochi olimpici.
Alle Olimpiadi di Londra 1908 Zoltan de Halmay fu ancora una volta secondo nei 100 metri stile libero dietro Daniels. Il nuotatore ungherese era partito in testa, ma fu raggiunto dallo statunitense ai 30 metri; i due gareggiarono testa a testa nella parte centrale, poi nella seconda metà di gara Daniels incrementò il vantaggio. Daniels concluse primo con il tempo 1'05"6 stabilendo il nuovo record del mondo, Halmay arrivò secondo con 1'06"2. All'argento individuale si aggiunse quello della staffetta, dove Halmay, che aveva iniziato l'ultima frazione in testa, fu rimontato e battuto dal britannico Henry Taylor; il tempo totale della squadra fu 10'59"0.
Oltre alle medaglie olimpiche, Halmay vinse quattordici titoli nazionali ungheresi nel nuoto. Fu uno sportivo versatile, che praticò anche atletica leggera, canottaggio, calcio e pattinaggio a rotelle, dove vinse un campionato nazionale sui 5000 metri. Dopo il ritiro dalle competizioni diventò allenatore di nuoto, e fu per anni il capo allenatore della federazione ungherese di nuoto.
Nel 1968 fu inserito nella International Swimming Hall of Fame, la Hall of Fame internazionale del nuoto.
Nel 1996, nel centesimo anniversario della I Olimpiade dell'era moderna, venne fondata la Halmay Zoltán Olimpiai Hagyományörzö Egyesület, un'associazione ungherese a lui intitolata dedicata a conservare e promuovere la tradizione olimpica.

## Palmarès
- Giochi olimpici: 7 medaglie
  - 2 ori (100 m stile libero, 50 iarde stile libero 1904)
  - 4 argenti (200 m stile libero, 4000 m stile libero 1900; 100 m stile libero, 4 x 200 m stile libero 1908)
  - 1 bronzo (1000 m stile libero 1900)